# تنها (فیلم ۲۰۰۸)
تنها (به ترکی استانبولی: Issız Adam) یک فیلم ترکیه‌ای محصول ۲۰۰۸ است که به نویسندگی و کارگردانی چاقان ایرماک ساخته شده است. این فیلم در رسانه‌های ترکیه مورد توجه بسیاری قرار گرفت. عنوان فیلم به معنی «مرد ترک‌شده» است که البته می‌توان آن را «جزیره ترک‌شده من» هم ترجمه کرد، چرا که آدا در ترکی به معنی جزیره بوده و در نتیجه آدام معنی جزیره من هم می‌دهد. همچنین نام شخصیت اصلی زن فیلم هم آدا هست که از اینجا هم می‌توان معنی «آدای ترک‌شده من» را برداشت کرد.

## خلاصه داستان
فیلم در مورد زندگی دو نفر صحبت می‌کند که در استانبول زندگی می‌کنند و به طور اتفاقی با همدیگر در یک مغازه فروش کتاب دست دوم آشنا می‌شوند. آلپر و آدا زندگی متفاوتی دارند؛ آلپر صاحب و آشپز یک رستوران معروف است، در حالی که آدا یک دختر فروتن است که لباس بچه، برای درآمد زندگی می‌دوزد. پس از دیدار اول، آلپر او را تا محل کارش تعقیب می‌کند، در حالی که آدا می‌گوید نمی‌خواهد رابطه جدی داشته باشد و قهوه را روی او می‌پاشد. او بعداً به خاطر معذرت‌خواهی زنگ می‌زند و آلپر از او برای بیرون رفتن دعوت می‌کند. در ابتدا بی‌میل است اما بعداً قبول می‌کند که در خانه آلپر برای شام بیاید و کارشان به هم‌خوابی می‌رسد. این آغاز رابطه آنهاست. اما بعداً مشکلات شروع می‌شوند؛ آلپر فکر می‌کند که آزادی او برای هم‌خوابگی با فاحشه‌ها، که قبل از آشنایی با آدا به آن می‌پرداخت، از دست رفته است و در مقابل آدا هم عمیقاً عاشق او است و چیر غیرعادی را نمی‌تواند حس کند. با وجود این که مادر آلپر به او هشدار داد هرگز آدا را ترک نکند، آلپر رابطه‌اش را دقیقاً در جایی که اوج رابطه‌شان بود، برهم می‌زند. آدا از این کار شدیداً ضربه می‌خورد و قبل از جدا شدن یک سیلی به آلپر می‌زند. آلپر پس از جدایی برای خودش و آدا خوشحال است، اما پس از مدتی پشیمان شده و دچار افسردگی می‌شود. چهار سال بعد، وقتی آلپر پسر دوستش را به سینما می‌برد، با آدا روبرو می‌شود که اکنون ازدواج کرده و صاحب یک دختر است و در لندن زندگی می‌کند. مکالمه آنها مؤدبانه و به گونه‌ای است که هر دو با دوری همدیگر کنار آمده‌اند، اما با مرور افکارشان متوجه می‌شویم که آدا مخفیانه با مادر آلپر ملاقات کرده و از گذشته او اطلاعات بیشتری به دست آورده است و آلپر هم هر روز در مقابل مغازه آدا نشسته و در خیالش تصور می‌کرده که او هنوز آنجا کار می‌کند. قبل از ترک آدا، آنها همدیگر را بغل کرده و اشک می‌ریزند و زمانی که برای آخرین بار به همدیگر نگاه می‌کنند، آلپر گیج و ناراحت است. آدا تصور یک پایان خوش که برازنده آنهاست را می‌کند.
فیلم بیشتر روی پریشانی و انزوای زندگی مدرن و تبعات آن بر رابطه عاطفی آدا و آلپر می‌پردازد.

## بازیگران
- جمال هونال در نقش آلپر
- ملیس بیرکان در نقش آدا

## پیوند به حارج
- فیلم تنها در IMDB